# Guccy Bag
Guccy Bag è un singolo del cantante italiano Sangiovanni, pubblicato il 15 dicembre 2020 come primo estratto dal primo EP eponimo.

## Descrizione
Il brano è stato descritto come una «commistione» tra trap e urban.

## Tracce
Testi e musiche di Nicola Biasin.
1. Guccy Bag – 3:22

## Classifiche
| Classifica (2021) | Posizione massima |
| ----------------- | ----------------- |
| Italia            | 29                |